# Sweet Memories
«Sweet Memories» — американский короткометражный драматический фильм Томаса Инса.

## Сюжет
Фильм рассказывает о пожилой женщине, которая вспоминает наиболее значимые времена своей жизни, особенно связанные со своим ныне покойном мужем. Ей очень грустно, что это в прошлом, но воспоминания и надежда утешают её.

## В ролях
| Актёр                  | Роль           |
| ---------------------- | -------------- |
| Мэри Пикфорд           | Полли Библетт  |
| Кинг Баггот            | Эдвард Джексон |
| Оуэн Мур               | Эштон Оркатт   |
| Уильям Е. Шэй          |                |
| Джек Пикфорд           |                |
| Лотти Пикфорд          |                |
| Чарльз Арлинг          |                |
| Дж. Фаррелл МакДональд |                |
| Шарлотта Смит          |                |